# Niccolo Rosselmini
Pour les articles homonymes, voir Rosselmini.
 (mai 2020).
Niccolo Rosselimini (? -1772) est un aristocrate toscan qui publia en 1764 un traité d'équitation, Dell’obbedienza del cavallo, qui présente la particularité de présager l’approche et les thèmes qui révolutionnent l’équitation moderne au début du XXe siècle.

## Biographie
Niccolo Rosselimini ( ?-1772) est un aristocrate qui fut chambellan du Grand-Duc de Toscane et superintendant de son haras du Domaine de San Rossore à Pise, ainsi que directeur de l’école d’équitation de Sienne.
Il publie plusieurs traités d'équitation dont Il Cavallo perfetto, trattato in cui si descrive, quali esser debbano le qualità del Cavallo perfetto, e con quai mezzi si arrivi a renderlo à Venise en 1723, Apologia del cvavlo perfetto à Sienne en 1730, et enfin Dell' obbedienza del cavallo à Livourne en 1764.

## Dell’obbedienza del cavallo
Dell’obbedienza del cavallo, publié en 1764, présente la particularité d’être original et de présager, même si cela reste à un niveau approximatif, l’approche et les thèmes qui révolutionnèrent l’équitation moderne au début du XXe siècle.
Dans son traité, Rosselmini propose une méthode grâce à laquelle, selon lui, n’importe qui, même un garçon,  peut réduire un cheval à la plus totale obéissance sans prendre aucun risque ou rencontrer aucune résistance de la part de l’animal. Les idées de l’auteur sont innovantes en Italie, mais aussi dans toute l'Europe. La notion de « méthode de dressage » , introduite dans la culture équestre par Newcastle un siècle plus tôt, sera en effet reprise des années plus tard quand différents auteurs, allemands et français, comme Hünersdorf, François Baucher, Steinbrecht et Plinzner, proposeront leur « système » pour contraindre le cheval à l’obéissance. Plutôt que de s’appuyer sur l’autorité des auteurs classiques, Rosselmini propose un système différent « de l’opinion universelle…longtemps admise même par moi-même. Malgré cela, c’est une méthode simple, car conforme au caractère, mais surtout à la conformation physique du cheval. Elle est basée sur l’expérience acquise par des années d’observation » des différents mouvements du cheval qui lui a permis de comprendre, selon lui, le fonctionnement de la « machine » équine, et lui a fait découvrir qu’elles étaient les actions auxquelles « le cheval peut s’adapter et celles auxquelles le même mécanisme (le cheval) naturellement répugne et s’oppose ».
Se basant sur les écrits de Descartes qui considère que les corps des animaux ne sont rien de moins que des machines complexes dans lesquelles les os, les muscles et les organes pourraient être remplacés par les poulies et des pistons, Rosselmini fait référence à la « machine » - cheval. Il est possible d’y voir l’intérêt porté au XVIIIe siècle pour l’observation des phénomènes naturels et la confiance en la capacité de la science de traiter et de résoudre tout type de problème. On retrouve ces notions dans La Science et l’Art de l’Equitation, traité publié quelques années plus tard, en 1776, par le français Dupaty de Clam qui anticipe de près de deux siècles les théories modernes de biomécanique qui cherchent encore  à améliorer la pratique équestre à travers l’étude de la structure morphologique et la dynamique du mouvement du cheval.
Après ces observations, Rosselmini parvient à la conclusion que les règles enseignées jusqu’alors dans les écoles d’équitation, les mêmes auxquelles il a dédié déjà deux livres, sont erronées car elles vont à l’inverse de la véritable nature du cheval. Pour démontrer l’efficacité de sa méthode, il prend son fils comme exemple. Il assure que si un garçon ‘de constitution douce et souple plus que solide », âgé de tout juste douze ans, utilise ces principes, il arrive en seulement deux années (durant lesquelles il a aussi souffert de la petite vérole !) à dresser des chevaux « comme aurait pu y parvenir un professeur déjà expert en cet art ».
La description de la « machine équine » peut laisser perplexe. Rosselmini écrit : « le cheval est une lourde machine, et sa base quadrilatérale portée par quatre pieds, deux semblables à une colonne fixe et deux formés d’une petite arche avec différentes formes angulaires, moins robuste que la première, car flexible et souple. Elle est animée par une « force motrice » qui « est dans un sens semblable à une forme d’intelligence » qui le fait obéir aux ordres de cavalier. L’auteur ne s’étend pas sur la nature de cette force motrice, qu’il appelle indifféremment « esprit », laissant son examen aux recherches métaphysiques des philosophes. Le plus important pour lui est de montrer que la structure de la machine-cheval attribue aux antérieurs la fonction de base qui est de porter le poids, alors que l’arrière-main gère l’action du corps. À partir de ces remarques, il affirme que le dressage doit développer la capacité de soutien de l’avant-main et l’élasticité de l’arrière-main, en totale contradiction avec les règles universellement en vigueur qui prônent d’habituer le cheval à porter son poids sur les hanches, à engager les postérieurs sous le corps afin de contrebalancer le poids au cavalier et lui assurer une plus grande mobilité.
Même s’il s’exprime dans une prose parfois difficilement compréhensive, la théorie de Rosselmini demeure très innovante et anticipe sur les connaissances ultérieures en matière d’art équestre. Il est admis que, à l’état naturel, l’avant-main du cheval portent plus de poids que l’arrière-main car elle supporte le poids de la tête et de l’encolure de l’équidé, situation accentuée par le poids du cavalier. Partant d’une observation similaire, un siècle et demi plus tard, Federico Caprilli développera une manière de monter inspirée par l’équilibre naturel du cheval qui révolutionnera l’équitation moderne, permettant d’obtenir des résultats inespérés en saut d’obstacles.
Rosselmini montre aussi une bonne connaissance des débats qui agitent le domaine équestre. Il déclare être un admirateur du duc de Newcastle de qui il dit tirer son inspiration. Selon lui, même si à l’époque de ce dernier tout le monde professait de faire porter le poids sur l’arrière-main du cheval, Newcastle en fait, sans le savoir, développait une doctrine inverse.